# Qiongocera luoxuan
Espèce
Qiongocera luoxuan est une espèce d'araignées aranéomorphes de la famille des Psilodercidae.

## Distribution
Cette espèce est endémique de Hainan en Chine. Elle se rencontre à Dongfang vers 264 m d'altitude dans la grotte Yalong-Huangxian.

## Description
Le mâle holotype mesure 2,65 mm et la femelle paratype 2,60 mm.

## Publication originale
- Chang, Li & Li, 2019 : On the genera Qiongocera and Relictocera (Araneae,Psilodercidae) from Southeast Asia. ZooKeys, no 862, p. 61-79 (texte intégral).